# Evgueni Behrens
Pour les articles homonymes, voir Behrens.

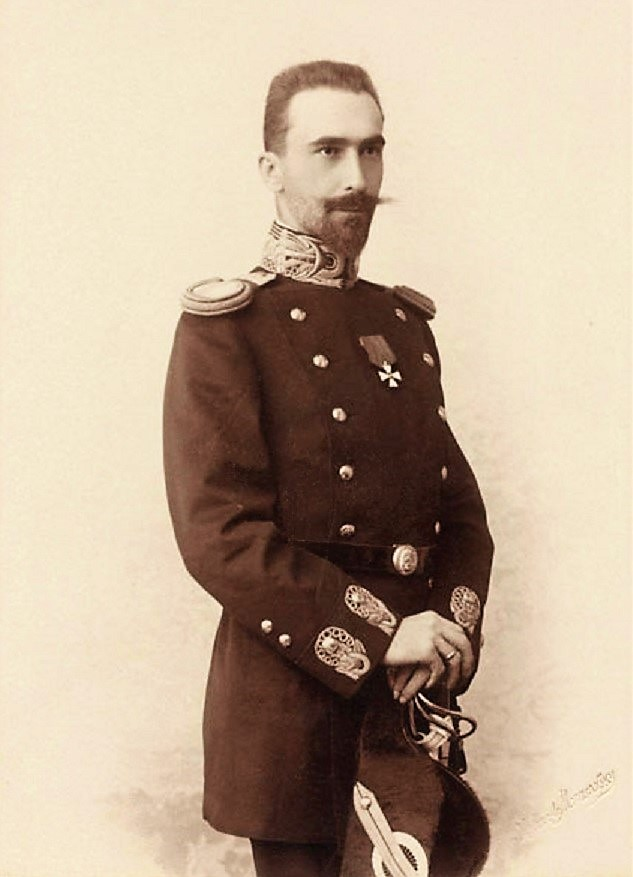

Evgueni Andreïevitch Behrens, en russe : Евгений Андреевич Беренс, né le 11 novembre 1876 à Tiflis, décédé le 7 mars 1928 à Moscou.
Amiral russe, il servit dans la Marine impériale de Russie et contrairement à son frère, il servit dans la Marine soviétique. Il était membre du Conseil militaire suprême, commandant des forces navales de l'URSS de 1919 à 1920, attaché naval en 1924, il prit part à différentes conférences de paix.

## Famille
Frère de Mikhaïl Andreïevitch Berhens, contre-amiral dans la Marine impériale de Russie et dernier commandant de la flotte russe (1920-1924).

## Biographie
Issu d'une famille de la noblesse russe d'origine germano-balte, il sort diplômé du Corps naval des cadets en 1895.

### Carrière dans la Marine impériale de Russie
Il sert pendant la Guerre russo-japonaise de 1904-1905, en qualité d'officier de navigation à bord du croiseur Varyag. Le 9 février 1904, il prend part à la bataille de Chemulpo Il reçoit pour sa bravoure au combat l'Ordre de Saint-Stanislas (4e classe). Il sert ensuite en qualité d'officier supérieur à bord du cuirassé Tsarévitch (1906-1909) et porte secours aux sinistrés du séisme de Messine. Le 13 avril 1908, il est élevé au grade de capitaine-lieutenant. Il enseigne à l'Académie navale et offre aux jeunes marins une aide très appréciable. Entre 1910 et 1914, il séjourne en tant qu'attaché naval en Allemagne et aux Pays-Bas, et entre 1915 et 1917 dans le royaume d'Italie. C'est ainsi qu'avant le déclenchement de la Première Guerre mondiale, il apporte de précieux renseignements sur les forces navales de l'ennemi. En 1914, il est promu capitaine de 2e rang. En 1917, il occupe le poste de chef du Département des statistiques et chef adjoint de l'état-major de la Marine.

### Carrière dans la Marine soviétique
Après la Révolution de février 1917,  Behrens est promu capitaine de 1er rang.
Après la Révolution d'Octobre 1917, il est affecté dans la Marine soviétique. Entre avril et août 1918, il siège au Conseil militaire suprême, où il est impliqué dans la préparation de la croisière de glace de la flotte de la Baltique.
En avril 1919, il est nommé commandant des forces navales de la République de Russie, jusqu'au mois de février 1920.
En 1920,  Behrens est membre de la délégation soviétique qui apporte son concours à la signature du traité de paix de Tartu entre la République russe et la Finlande. Il prend part en qualité d'expert naval de la délégation soviétique aux conférences de paix de Gênes, de Lausanne (20 novembre 1922-24 juillet 1923) réunies pour préparer le traité de paix entre la Russie soviétique et la Turquie,  et à celle de Riga. En 1924, il représente l'Union soviétique en tant qu'attaché naval en Grande-Bretagne, puis en France (1925). Il prend une part active aux négociations concernant le retour des navires internés par la France dans le port de Bizerte en Tunisie (Flotte de l'Armée blanche).

### Décès et inhumation
Evgueni Andreïevitch Behrens décède le 7 mars 1928 à Moscou. Il est inhumé au cimetière de Novodievitchi.

## Distinctions
- Ordre de Saint-Stanislas (2e classe);
- Ordre de Saint-Stanislas (4e classe);
- Ordre de Saint-Vladimir (4e classe).

## Œuvres littéraires
- Encyclopédie militaire (1911-1912) dont il fut l'un des rédacteurs;
- Notes sur la loi militaire en mer publiées par Collection Naval.

## Sources
- (ru) Cet article est partiellement ou en totalité issu de l’article de Wikipédia en russe intitulé « Беренс, Евгений Андреевич (1876—1928) » (voir la liste des auteurs).